# Église Saint-Quentin de Berzy-le-Sec
L'église Saint-Quentin est une église située à Bernoy-le-Château dans la commune déléguée de Berzy-le-Sec, en France.

## Localisation
L'église est située sur la commune de Bernoy-le-Château dans la commune déléguée de Berzy-le-Sec, dans le département de l'Aisne.

## Historique
L'église a subi de nombreux dégâts lors des combats de la guerre 14-18 ; elle a été reconstruite pratiquement à l'identique dans les années 1920.
|  |  |

|  |

|  |  |  |

Le monument est classé au titre des monuments historiques en 1886.